# Josep-Ramon Bach i Núñez
Josep-Ramon Bach i Núñez   (Sabadell, 15 de juny de 1946 - Barcelona, 9 de març de 2020) va ser un poeta, narrador i dramaturg català. Es va donar a conèixer per primera vegada, als 18 anys, amb un guardó aconseguit en un certamen convocat per la Secció Universitària del Cercle Sabadellès. Guanyador de nombrosos premis, en el llibre L'ocell imperfecte va començar a introduir el mite de Kosambi, un narrador de referents xinesos, perses, indis, àrabs i africans que apareix en moltes de les seves obres posteriors.

## Obra

### Poesia i prosa poètica
- 1965. "Poemes varis". Sabadell. Revista Riutort, número 40, pàgines 4-6.
- 1966 El meu cant... Sabadell. Cercle Sabadellès. Crònica, 46, pàgines 2-4.
- 1971. "Poemes varis". Dins del llibre col·lectiu I li estreba les vetes de la cotilla. Barcelona. Miquel Arimany.
- 1971. Garabatge a Krominstone. Edició de l'autor.
- 1972. Emilie Kraufort, alumna de primària (poemes de Johnny Course). Sabadell. Edició de l'autor. Disseny d'Antoni Clapés Flaqué.
- 1974. De rems i hores. Barcelona. Curial Edicions Catalanes. ISBN 847256035X.
- 1975. Diorames. Barcelona. Curial Edicions Catalanes. Capçalera de Joan-Pere Viladecans. ISBN 8472560651.
- 1985 Trànsfuga de la llum. Sant Boi de Llobregat. Edicions del Mall. ISBN 8474562376.
- 1991. Luna oscura. Santiago de Chile. Documentas y Caja Negra. Traducció de Gustavo G. Carrera i pròleg de José Kozer.
- 1996. L'ocell imperfecte. Barcelona. Columna Edicions. Pròleg d'Àlex Broch. Premi Crítica Serra d'Or de prosa poètica i Cavall Verd-Josep Maria Llompart de poesia 1996. ISBN 8483000032.
- 1997. Emilie Kraufort, alumna de primària: poemes de Johnny Course. Barcelona. Columna Edicions. Preludi d'Antoni Clapés, cloenda de Jordi Domènech i dibuixos de Jaume Ribas. ISBN 84-8300-438-0.
- '1997. Viatge al cor de Li Bo. Barcelona. Columna Edicions. ISBN 8483004283.
- 1998. El mirall del paradís (fragments). Sabadell. Quadern de les idees, les arts i les lletres, número 114, pàgina 14.
- 1999. Ploma blanca. Poesia oral africana. Barcelona. Columna Edicions. Recreació lliure de J. R. Bach. Dibuixos de Ramiro Fernàndez Saus. ISBN 8483008130.
- 2008. Reliquiari. Sabadell. Edicions de Gràfic Set. Dibuixos de Ramiro Fernàndez Saus. ISBN 978-84-93372-4-60.
- 2010. El laberint de Filomena. Barcelona. Edicions Proa. Els llibres de l'Óssa Menor, 313. ISBN 9788482569161
- 2010. Versions profanes. Lleida. Pagès editors. Biblioteca de la Suda, 122. ISBN 978-84-9779-943-0.
- 2011. L'enunciat. Barcelona. labreu edicions. Alabatre, 32. ISBN 978-84-938583-5-3.
- 2013. Desig i sofre. Barcelona. Témenos edicions. Càrmina, 23. ISBN 978-84-941069-3-4.
- 2014. L'estrany. Barcelona. Témenos edicions. Càrmina, 31. ISBN 978-84-942186-9-9.
- 2015. Caïm. Paterna. Edicions Tres i Quatre.[6]
- 2016 En abstracte.Barcelona.labreu edicions. Alabatre, 74. ISBN 978-84-945249-8-1.
- 2016. Secreta dàlia. Paterna. Edicions Tres i Quatre. ISBN 978-84-7502-986-3
- 2017: L'instint. Obra poètica 1962-1993. Fundació Ars. ISBN 978-84-89991-32-3. Edicions Tres i Quatre. ISBN 978-84-89991-32-3[7]

#### En edicions de bibliòfil
- 1984. Revenedor d'agonies. Barcelona. Antoni J. Agra. Gravats de Joan-Pere Viladecans.
- 1999. El espejo del paraíso. Madrid. Galería Sen. Dibuixos de Ramiro Fernàndez Saus. Traducció de Carlos Vitale.
- 2001. Els jardins del príncep Umar. Barcelona. Antoni J. Agra. Dibuixos de Ramiro Fernàndez Saus.
- 1999. Paraíso con luna. Madrid. Galería Estampa. Dibuixos de Ramiro Fernàndez Saus. Traducció de Carlos Vitale. ISBN 84-930139-1-9.
- 2007. El primer núvol. Foixà. Item plus. Litografies de Jaume Ribas.

### Narrativa
- 1993. El mirall insubornable. Barcelona. Cafè Central. Sèrie major, 8.
- 2006. Kosambi, el narrador. Barcelona. Proa. Enciclopèdia Catalana. Dibuixos de Ramiro Fernández Saus. Epíleg d'Àlex Broch. ISBN 8484378969
- 2015. El ventríloc tartamut. Barcelona. Témenos edicions. Argumenta, 17. {{ISBN|978-84-944192-4-9}}
- 2018. Alteritats. Barcelona. Témenos edicions. La bona confitura, 5. Capçalera de Joan Rendé. ISBN 9788494921131

#### Per a infants
- 2000. Viatge per l'Àfrica. Barcelona. Barcanova. Il·lustracions de Francesc Rovira. ISBN 8448908619.
- 2007. El gos poeta. Barcelona. Editorial Cruïlla. Il·lustracions de Lluïsa Jover. ISBN 9788466117548.

### Teatre
- 1990. Paraula contrària. Barcelona. Cafè Central. Plaquettes, 4.
- 2004. Almanac intermitent: disset peces de teatre de butxaca. Barcelona. Associació d'actors i directors professionals de Catalunya. Epíleg de Feliu Formosa. ISBN 84-89826-38-2.
- 2008. Diàlegs morals sobre la felicitat (catorze peces de teatre de mirall). Barcelona. Edicions 62. Pròleg de Jaume Comas. Premi Recull-Josep Ametller de teatre 2007. ISBN 978-84-297-6099-6
- 2009. La dama de cors se'n va de copes (catorze peces de teatre de mirall). Barcelona. Publicacions de l'Abadia de Montserrat. Premi Calldetenes Lluís Solà i Sala de teatre 2008. ISBN 978-84-9883-113-9.

### Traduccions
- Umberto Saba. Vuit mediterrànies. Barcelona: 1994. Cafè Central.

### Adaptacions d'obres seves
- 1984. D'humanal fragment: 1982. Madrid. Fundación Juan March. Adaptació de Benet Casablancas per a mezzo alt i quartet de corda de tres poemes de Josep-Ramon Bach. (segona edició Madrid.1988. Editorial de Música Española Contemporánea).

## Premis i reconeixements
- 1996. Premi Crítica Serra d'Or de prosa poètica[5]
- 2008. Premi de Teatre de Calldetenes Lluís Solà i Sala[8]
- 2009. Premi de Poesia Cadaqués a Rosa Leveroni[9]
- 2015. Premi Premi Vicent Andrés Estellés de poesia, per l'obra Secreta dàlia[4]
- 2022. Menció Honorària de l'Ajuntament de Castellar del Vallès[10]